# 欧洲湖泊列表

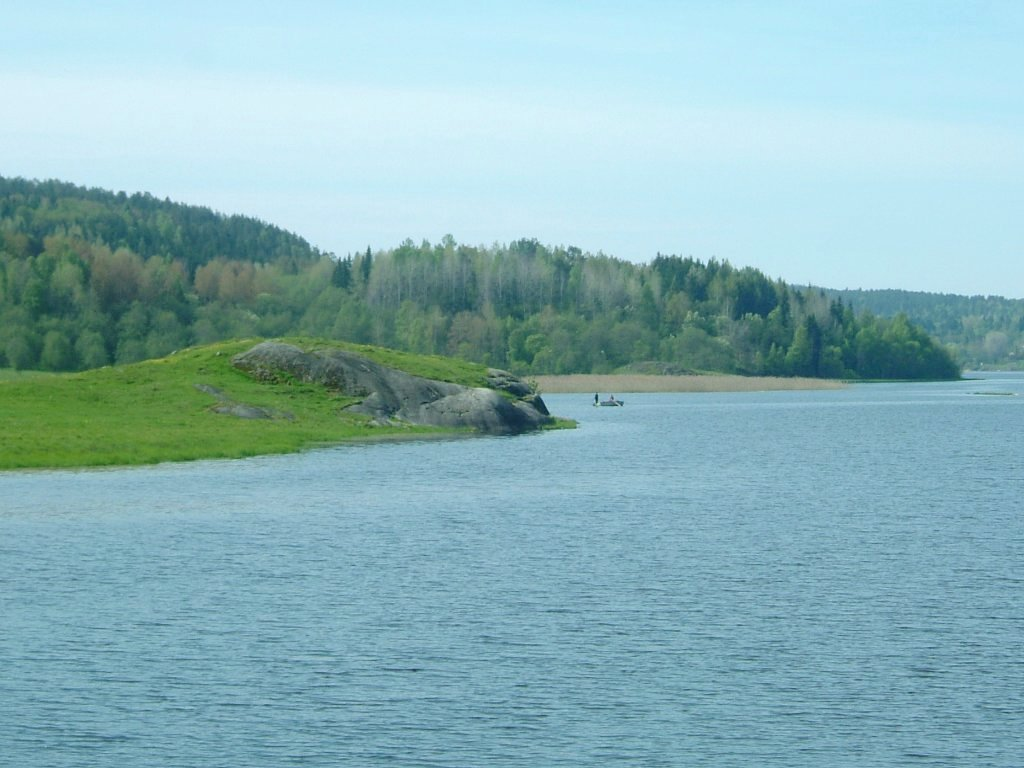
歐洲最大的湖泊——拉多加湖北岸

本列表列出欧洲的湖泊。歐洲最大的湖泊為拉多加湖，面積達17700平方公里。

## 人工湖與潟湖
- 丹麦 湖 (哥本哈根)，中世紀早期形成的人工湖，現已成為特色地標。
- 荷蘭 愛塞湖，由須德海在1932年被海堤（Afsluitdijk）所隔開後所形成的人工湖。
- 法國 鷺鳥湖，位於里爾市（Lille）一個佔地三十六公頃的人工自然風景區。
- 波蘭 維斯圖拉潟湖，橫跨波蘭和俄羅斯邊境，是波羅的海南岸的潟湖。
- 義大利 威尼斯潟湖，是亞得里亞海北端的一個潟湖，該湖是地中海區域內最大的濕地。

## 芬兰
- 塞馬湖，歐洲第四大湖泊，也是芬蘭最大的湖泊。
- 伊納里湖，芬蘭面積第三大的湖泊。

## 冰岛
- 冰河湖，是冰島最著名和最大的冰川湖，於1934-35年開始出現。

## 瑞典
- 維納恩湖，是該國第一大湖泊，亦是全歐洲第三大湖。此湖位於西約特蘭和韋姆蘭省內。
- 韋特恩湖，形狀細長，是瑞典第二大湖泊。
- 梅拉倫湖，位於瑞典東部，水域面積1,140平方千米，水深64米。
- 耶爾馬倫湖，為瑞典面積第4大湖，厄勒布魯城位於其西端。
- 斯圖爾湖，國內第五大湖泊，城市厄斯特松德坐落於湖東岸。
- 錫利揚湖，瑞典第6大湖。
- 靈湖，在瑞典南部斯科訥省，水深達17米。
- 博爾門湖，是位於瑞典斯莫蘭地區的一個湖泊。
- 胡納萬湖，為瑞典最深的一個湖泊，湖中有約400個島嶼。

## 挪威
- 米約薩湖（挪威語：Mjøsa）是挪威最大的湖，位於首都奧斯陸約100公里以北的挪威中南部。
- 蒂里湖 ，挪威第五大湖，2011年此處發生了造成80人死亡的於特島槍擊事件。

## 英国

### 苏格兰
- 尼斯湖，是一個位於蘇格蘭高地，印威內斯西南方， 長 37 公里的湖。
- 洛蒙德湖，為大不列顛地區水體面積最大的湖泊。

### 北爱尔兰
- 內湖 (英國)，是英國最大的湖泊，在北愛爾蘭地區中部。

### 英格兰
- 溫德米爾，英格蘭最大的自然湖，位於坎布里亞郡的湖區。

## 立陶宛
- 維什蒂蒂斯湖是歐洲東部的湖泊，位於立陶宛和俄羅斯接壤邊境。

## 俄罗斯(歐洲部分)
- 拉多加湖，歐洲最大的湖泊和世界第15大湖泊。
- 奧涅加湖，是歐洲的第二大湖。
- 伊爾門湖，俄羅斯諾夫哥羅德州的重要湖泊，以前是瓦蘭金人和希臘人的貿易道路。
- 普列謝耶沃湖，湖泊面積51平方公里，位於雅羅斯拉夫爾州。
- 楚德湖，又稱佩普西湖，是位於俄羅斯和愛沙尼亞邊境的淡水湖。
- 庫邊斯科耶湖，位於沃洛格達州，是蘇霍納河的發源地。

位於俄羅斯卡累利阿共和國的湖:
- 維戈澤羅湖，位於俄羅斯西北，白海-波羅的海運河經過此湖。
- 托波澤羅湖，是一大型淡水湖。
- 列克索澤羅湖，面積166平方公里，在每年11月至5月結冰。
- 克列季湖，為共和國內的最大淡水湖，面積為223平方公里，湖中有約130島嶼。

位於摩爾曼斯克州科拉半島的湖:
- 伊曼德拉湖，海拔127米，面積876平方公里。
- 洛沃澤羅湖，湖岸線曲折，湖邊有很多半島和小島。

## 乌克兰
- 錫瓦什湖，位於克里米亞半島東北部，黑海北部的亞速海西岸，由一系列淺灣組成。

## 匈牙利
- 巴拉頓湖，是匈牙利也是中歐最大的湖泊。

## 意大利
- 加爾達湖，是意大利面積最大的湖泊，位於該國北部。
- 馬焦雷湖，是位於義大利西北部的一個湖泊。馬焦雷湖是義大利第二大湖泊，面積僅次於加爾達湖。部分湖域位於瑞士國境內。
- 特拉西梅諾湖，位於意大利翁布里亞大區境內，水域面積為128平方公里，是波河以南最大的湖泊。
- 博賽納湖，是一個位於意大利中部的典型火山口湖。
- 科莫湖，意大利阿爾卑斯山脈一冰川湖，著名旅遊勝地。
- 盧加諾湖（lago di Lugano）是位於瑞士東南部，地處瑞士和意大利兩國交界處的一個湖泊。

## 奥地利
- 波登湖，也稱康斯坦茨湖（英語：Lake Constance），位於瑞士、奧地利和德國三國交界處，由三國共同管理。

## 瑞士
- 萊芒湖，又稱日內瓦湖，是西歐的重要湖泊，南岸則屬於法國上薩瓦省。
- 納沙泰爾湖，是瑞士西部（法語區）的一個湖泊，主要位於納沙泰爾州境內。
- 比爾湖，與穆爾滕湖和納沙泰爾湖並為瑞士汝拉地區的三個大湖。
- 琉森湖，湖泊面積大約115.2km²，是瑞士境內第五大湖泊。
- 瓦倫湖，林特河等河流注入瓦倫湖，隨後再流入蘇黎世湖。
- 蘇黎世湖，位於蘇黎世州的西南部，蘇黎世城位於其西北端，是沿湖最大的城市。
- 布里恩茨湖，是阿勒河沿線的第一個湖泊，下游緊鄰圖恩湖。
- 圖恩湖，是瑞士伯爾尼州的湖泊，得名於其北岸的圖恩城。
- 格赖芬湖，在瑞士蘇黎世州境內，湖狀狹長。
- 楚格湖，位於瑞士中部，絕大部分在楚格州境內。
- 克隆泰爾湖，為一天然湖泊，是瑞士最老的水庫。

## 德国
- 布倫湖 ，坐落於羅滕堡低地，羅騰堡的南端。
- 國王湖，位於德國巴伐利亞州的東南端，比鄰德國和奧地利的邊境小鎮貝希特斯加登。
- 施塔恩贝格湖，為德國蓄水量最大的湖泊，位於慕尼黑市的西南面。
- 泰根湖，位於慕尼黑以南約50公里處的拜仁州阿爾卑斯山區。
- 福爾根湖，是德國巴伐利亞州萊希河上的一座水庫，位於菲森(Füssen)附近。
- 波登湖，為德語區最大的湖泊，位於瑞、奧、德三國交界處。

## 東南歐
- 斯庫台湖，為巴爾幹半島上最大的湖泊，位處蒙特內哥羅和阿爾巴尼亞邊界。
- 普雷斯帕湖，是位於巴爾幹半島上的一個湖泊，處在北馬其頓、阿爾巴尼亞和希臘三國交界處。
- 奧赫里德湖，該湖是阿爾巴尼亞和北馬其頓邊界上的淡水湖，1979年被聯合國教科文組織列為世界自然遺產。